# Constant Djakpa
Constant Djakpa, de son vrai nom Constant Tohouri Zahoui Djakpa, est un footballeur international ivoirien jouant au poste de défenseur au Hessen Dreieich en Allemagne. 
Ce joueur a participé à la CAN 2008 avec l'équipe nationale de Côte d'Ivoire.

## Carrière
Le 12 septembre 2018, il s'engage pour une saison au Hessen Dreieich, qui évolue alors en Regionalliga Südwest.

### Clubs
- 2005 :  Stella Club d'Adjamé
- 2006 :  Sogndal IL
- 2007-2008 :  CS Pandurii Lignitul Târgu Jiu
- 2008-2011 :  Bayer 04 Leverkusen
  - 2009-2011 :  Hanovre 96 (prêt)
- 2011-2016 :  Eintracht Francfort
- 2017 :  FC Nuremberg
- Depuis 2018 :  SC Hessen Dreieich

### Sélections
- 2 sélections avec la  Côte d'Ivoire depuis 2007.

## Palmarès
- Côte d'Ivoire
  - demi-Finaliste de la Coupe d'Afrique des nations en 2008.